# Kunnal, Ramdurg
Kunnal là một làng thuộc tehsil Ramdurg, huyện Belgaum, bang Karnataka, Ấn Độ.